# Massala larina
Massala larina là một loài bướm đêm trong họ Erebidae.